# Han (titlu)

Ginghis Han

Han (/kɑːn/) este un titlu istoric folosit în unele societăți medievale din Asia Centrală pentru a se referi la un conducător politic și militar. A apărut mai întâi în confederația de triburi Rouran și apoi la „turcii albaștri” (Göktürk⁠(d)) ca o variantă a lui hagan („suveran”). În Imperiul Selgiuc, acesta era cel mai înalt titlu nobiliar, aflându-se peste malik (rege) și emir. În Imperiul Mongol, un han era conducătorul unei hoarde⁠(d) (ulus), în timp ce conducătorul tuturor mongolilor era Marele Han. Ulterior, titlul a scăzut în importanță. În Persia safavidă era un titlu de guvernator provincial, iar în Imperiul Mogul era un grad nobiliar înalt, limitat la curteni.
După căderea Imperiului Mogul, Han sau Khan a devenit un nume de familie.